# Pastís de Sant Bartomeu
El pastís de Sant Bartomeu és un dolç típic de la ciutat d'Igualada. El nom prové del nom del sant patró de la ciutat.
Va ser creat per el pastisser Josep Maria Guash de la pastisseria Targarona. El dolç esta format completament per ingredients de la comarca de L'Anoia com vindrien a ser pa de pessic d'avellanes, poma cuita i una merenga d'ametlla.
L'empaquetatge esta fet per el dissenyador Albert Ramoneda, perquè el pastís pugui durar uns dies.